# Hans-Karl Stepp
Hans-Karl Stepp (* 2. September 1914 in Gießen; † 12. Dezember 2006) war ein „Stuka“-Pilot der deutschen Luftwaffe im Zweiten Weltkrieg und Träger des Ritterkreuz des Eisernen Kreuzes  mit Eichenlaub.

## Leben
Nachdem er zunächst in Tübingen, Breslau und München Jura studiert hatte, trat er am 6. April 1936 als Fahnenjunker in die Luftwaffe ein. In der I. Gruppe des Sturzkampfgeschwaders 168 wurde er zum Sturzkampfflieger ausgebildet. Mit seiner Gruppe, inzwischen in die I. Gruppe des Sturzkampfgeschwaders 76 umbenannt, nahm er am 15. August 1939 an einem Manöver auf dem Truppenübungsplatz Neuhammer teil. Aufgrund des Bodennebels schätzten viele Piloten ihre Höhe falsch ein und ihre Maschinen zerschellten am Boden. Dieses Ereignis ging als Stuka-Unglück von Neuhammer in die Luftfahrtgeschichte ein. Stepp war einer der wenigen Überlebenden.
Mit der I./SG 76 kämpfte er beim Überfall auf Polen und im Frankreichfeldzug und wurde anschließend im Mai 1941 Gruppen- und Geschwaderadjutant beim Stuka-Geschwader 2 „Immelmann“. Hier wurde er am 15. Oktober 1941 mit dem Deutschen Kreuz in Gold ausgezeichnet. Im Januar 1942 wurde ihm das Kommando über die I. Gruppe übertragen und Stepp wurde nach über 400 Feindflügen am 4. Februar 1942 das Ritterkreuz des Eisernen Kreuzes verliehen. Inzwischen zum Hauptmann befördert übernahm Stepp am 17. Juni 1943 zunächst die II. Gruppe und wurde im Rang eines Majors schließlich am 10. September 1943 Geschwaderkommodore. Am 27. April 1944 wurde er nach 800 Feindflügen mit dem Eichenlaub zum Ritterkreuz des Eisernen Kreuzes ausgezeichnet. Bei Kriegsende leistete er Dienst im Reichsluftfahrtministerium in Berlin.
Am 12. Dezember 2006 verstarb Hans-Karl Stepp in Leipzig, wo er seit 2001 wohnhaft war. Er wurde auf dem Leipziger Südfriedhof im Familienkreis beigesetzt.

## Auszeichnungen
- Eisernes Kreuz (1939) II. und I. Klasse
- Deutsches Kreuz in Gold am 15. Oktober 1941[1]
- Ritterkreuz des Eisernen Kreuzes mit Eichenlaub[1]
  - Ritterkreuz am 4. Februar 1942
  - Eichenlaub am 25. April 1944 (462. Verleihung)
- Frontflugspange für Kampf- und Sturzkampfflieger in Gold mit Anhänger "Einsatzzahl 800"